# 林韋君
林 韋君（ペニー・リン、Penny Lin、1978年6月7日 - ）は台湾の女優。

## プロフィール
- 身長 - 167 cm
- 体重 - 44 kg
- 血液型 - O型
- 星座 - 双子座
- 言語 - 中国語・英語
- 学歴 - 景文科技大学卒業

## 出演

### ドラマ
- 明星★学園（麻辣鮮師） 第1シリーズ（2000年） - 于盼盼 役
- 向日葵の夏（花系列向日葵）（2001年） - 唐蕾 役
- ラベンダー（薰衣草）（2001年） - Maggie 役
- 女生向前走（2001年） - 吳珊珊 役
- 偷偷愛上你（2002年） - 韓寧兒 役
- 城市造英雄（2002年） - 何心雅 役
- 請聽我說對不起（2002年） - 林紫茵 役
- イルカ湾の恋人（海豚灣戀人）（2003年） - 徐珊妮 役
- 第8號當鋪（2003年） - 孫卓 役
- ふたりのお嬢様!!（千金百分百）（2003年） - 莊飛揚 役
- Hi!上班女郎（2003年） - 達莉 役
- ザ・ナースマン（男丁格爾）（2004年） - 林聖雅 役
- 第100個新娘（2004年） - 朱清 役
- 后天美女（2004年） - 張文希 役
- 金色摩天輪（2005年） - 唐佩珊 役
- 周璇（2006年） - 胡蝶 役
- 愛（2006年） - 劉樂樂 役
- 太陽的女兒（2007年） - 尹思嘉 役 ※交通事故で急死した許瑋倫の代役
- 春風伴我行（2009年） - 方美倫 役
- 天下父母心（2009年） - 葉天憶 役
- 青梅竹馬（2009年） - 汪若梅 役
- 家和萬事興（2010年） - 陳逸蓓 役
- 回家的路（2011年） - 游桂玉 役
- 女人花（2012年） - 梁晶晶 役
- 天下女人心（2012年） - 高念慈 役
- 世間情（2013年） - 葉劍英 役
- 愛你沒條件（2015年） - 張曼蒂 役
- 孤独のグルメ Season5 第4話    （2015年10月24日、テレビ東京） - 女性客2 役
- 奔跑吧！阿飛（2017年） - 陳秀吟 役
- 清風無痕（2017年） - 謝彩雲 役
- 四月望雨（2020年） - 林秋琴 役